# Liste der denkmalgeschützten Objekte in Kladruby u Stříbra
Grundlage dieser Liste der denkmalgeschützten Objekte in Kladruby u Stříbra ist die ÚSKP-Liste (Ústřední seznam kulturních památek České republiky, deutsch Zentrale Liste der Kulturdenkmäler der Tschechischen Republik), die von der tschechischen Denkmalschutzbehörde NPÚ (Národní památkový ústav, deutsch Nationale Denkmalbehörde) seit 1987 geführt wird und an die seit dem Jahr 1850 geschaffenen Listen anschließt.

## Denkmalgeschützte Objekte nach Ortsteilen

### Kladruby
| Lage                                                                                       | Objekt                                                | Beschreibung                                                      | ÚSKP-Nr.                  | Bild                                    |
| ------------------------------------------------------------------------------------------ | ----------------------------------------------------- | ----------------------------------------------------------------- | ------------------------- | --------------------------------------- |
| Revoluční 43 (Standort)                                                                    | Haus Nr. 43                                           | Wohnhaus                                                          | 36732/4-1772 Info Katalog | BW                                      |
| Revoluční 45 (Standort)                                                                    | Haus Nr. 45                                           | Wohnhaus                                                          | 41860/4-1773 Info Katalog | BW                                      |
| Kladruby, Flurstück 2/1, 2/2, 2/4, 2/5, Flurstück 46, 47 ()                                | Bauernhof                                             | Bauernhof: Kornspeicher, Scheune, Ställe, Reste Umzäunung mit Tor | 103545 Info Katalog       |                                         |
| umgesetzt zur Jakobskirche von der Weggabelung der Milevo- und der Petrův-Mühle (Standort) | Gruppe vier Sühnekreuze                               | Sühnekreuz – Gruppe vier Sühnekreuze                              | 11977/4-4733 Info Katalog | Gruppe vier Sühnekreuze                 |
| Hauptplatz (Standort)                                                                      | Säule mit Statue der hl. Jungfrau Maria               | Säule mit Statue der hl. Jungfrau Maria                           | 16451/4-1769 Info Katalog | Säule mit Statue der hl. Jungfrau Maria |
| Husova 6 (Standort)                                                                        | Spital                                                | Spital                                                            | 17702/4-1770 Info Katalog | BW                                      |
| Hauptplatz Republiky 90 (Standort)                                                         | Haus Nr. 90                                           | Wohnhaus                                                          | 29479/4-1774 Info Katalog | BW                                      |
| Hauptplatz Republiky 31 (Standort)                                                         | Haus Nr. 31                                           | Wohnhaus                                                          | 34947/4-1771 Info Katalog | BW                                      |
| Kladruby 1 (Standort)                                                                      | Kloster der Benediktiner mit Kirche Mariä Himmelfahrt | Kloster der Benediktiner Kladruby mit Kirche Mariä Himmelfahrt    | 21710/4-1775 Info Katalog | weitere Bilder                          |
| Hauptplatz (Standort)                                                                      | Kirche hl. Jakobus der Ältere                         | Kirche hl. Jakobus der Ältere                                     | 27029/4-1768 Info Katalog | weitere Bilder                          |
| Hauptplatz Republiky 27 (Standort)                                                         | Pfarrhaus                                             | Pfarrhaus                                                         | 28369/4-3555 Info Katalog | BW                                      |

### Brod u Stříbra
| Lage         | Objekt              | Beschreibung        | ÚSKP-Nr.                  | Bild |
| ------------ | ------------------- | ------------------- | ------------------------- | ---- |
| Dorfplatz () | Kapelle hl. Barbara | Kapelle hl. Barbara | 44333/4-4541 Info Katalog |      |

### Láz
| Lage                                              | Objekt                       | Beschreibung                                        | ÚSKP-Nr.                  | Bild |
| ------------------------------------------------- | ---------------------------- | --------------------------------------------------- | ------------------------- | ---- |
| an der Landstraße von Benešovice nach Kladruby () | Marterl                      | Marterl                                             | 29613/4-1793 Info Katalog |      |
| am Waldrand etwa 1 km nördlich der Ortschaft ()   | vorgeschichtliche Grabstätte | vorgeschichtliche Grabstätte, archäologische Spuren | 47176/4-4066 Info Katalog |      |

### Pozorka
| Lage                                     | Objekt                      | Beschreibung                | ÚSKP-Nr.            | Bild                        |
| ---------------------------------------- | --------------------------- | --------------------------- | ------------------- | --------------------------- |
| östlich des Klosters, Flurstück 230/1 () | Statue Auferstehung Christi | Statue Auferstehung Christi | 104931 Info Katalog | Statue Auferstehung Christi |

### Tuněchody
| Lage                     | Objekt                                         | Beschreibung                                   | ÚSKP-Nr.                  | Bild |
| ------------------------ | ---------------------------------------------- | ---------------------------------------------- | ------------------------- | ---- |
| Dorfplatz ()             | Kapelle hl. Maria von der immerwährenden Hilfe | Kapelle hl. Maria von der immerwährenden Hilfe | 30260/4-1969 Info Katalog |      |
| am Weg nach Prostiboř () | Marterl                                        | Marterl                                        | 34351/4-1970 Info Katalog |      |

### Vrbice u Stříbra
| Lage                                        | Objekt                       | Beschreibung                                        | ÚSKP-Nr.                  | Bild |
| ------------------------------------------- | ---------------------------- | --------------------------------------------------- | ------------------------- | ---- |
| im Wald 0,5 km südwestlich der Ortschaft () | vorgeschichtliche Grabstätte | vorgeschichtliche Grabstätte, archäologische Spuren | 28062/4-4067 Info Katalog |      |